# Eduardo Bonvallet
Eduardo Guillermo Bonvallet Godoy (Santiago, 1955. január 13. – Providencia, 2015. szeptember 18.) chilei kommentátor, válogatott labdarúgó.

## Pályafutása

### Klubcsapatban
1973 és 1974 között az Universidad Chile csapatában játszott. 1975 és 1977 között az Universidad Católica játékosa volt. 1978 és 1979 között az O'Higginst erősítette. 1980-ban rövid időre az Egyesült Államokba szerződött a Fort Lauderdale csapatához. 1980 és 1982 között ismét az Universidad Católicában szerepelt. 1983-ban az Unión San Felipe és az amerikai Tampa Bay Rowdies színeiben fejezte be a pályafutását. 

### A válogatottban
1979 és 1982 között 24 alkalommal szerepelt a chilei válogatottban. Részt vett az 1982-es világbajnokságon, ahol a chileiek összes mérkőzésén kezdőként lépett pályára. Tagja volt az 1979-es Copa Américán szereplő válogatott keretének is.

### Halála
2015. szeptember 18-án, 60 éves korában öngyilkosságot követett el. Egy hotelszobában találtak rá, ahol felakasztotta magát.